# Cinachyrella
Cinachyrella är ett släkte av svampdjur. Cinachyrella ingår i familjen Tetillidae.

## Bildgalleri

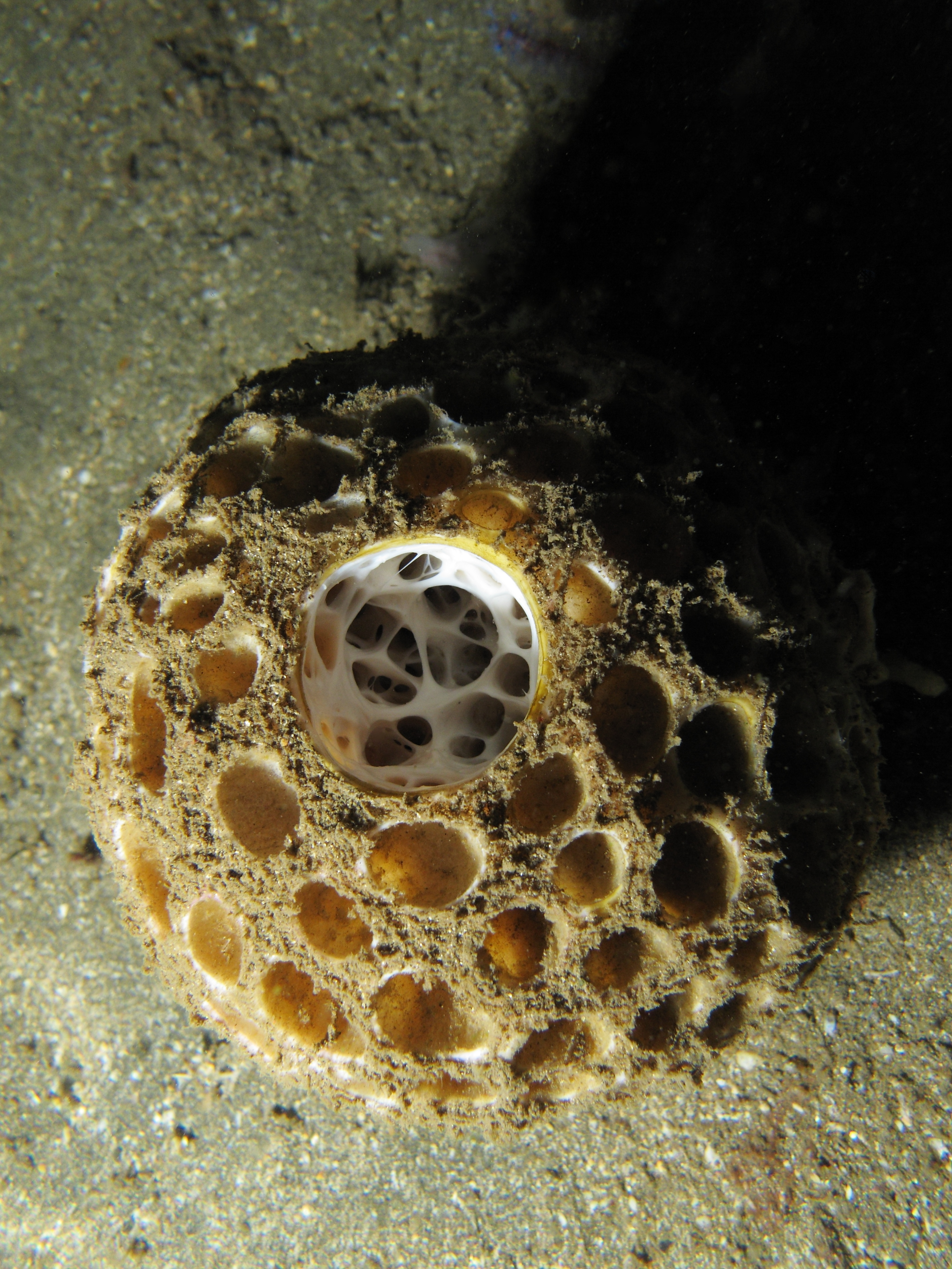

## Dottertaxa tillCinachyrella, i alfabetisk ordning[1]
- Cinachyrella albabidens
- Cinachyrella albaobtusa
- Cinachyrella albatridens
- Cinachyrella alloclada
- Cinachyrella amphiacantha
- Cinachyrella anomala
- Cinachyrella apion
- Cinachyrella arenosa
- Cinachyrella australiensis
- Cinachyrella australis
- Cinachyrella cavernosa
- Cinachyrella clavigera
- Cinachyrella crustata
- Cinachyrella enigmatica
- Cinachyrella eurystoma
- Cinachyrella globulosa
- Cinachyrella hamata
- Cinachyrella hemisphaerica
- Cinachyrella hirsuta
- Cinachyrella ibis
- Cinachyrella kuekenthali
- Cinachyrella lacerata
- Cinachyrella levantinensis
- Cinachyrella macellata
- Cinachyrella mertoni
- Cinachyrella minuta
- Cinachyrella novaezealandiae
- Cinachyrella paterifera
- Cinachyrella phacoides
- Cinachyrella robusta
- Cinachyrella schulzei
- Cinachyrella tarentina
- Cinachyrella tenuiviolacea
- Cinachyrella trochiformis
- Cinachyrella uteoides
- Cinachyrella vaccinata
- Cinachyrella voeltzkowi